# Dendronephthya purpurea
Dendronephthya purpurea är en korallart som beskrevs av Henderson 1909. Dendronephthya purpurea ingår i släktet Dendronephthya och familjen Nephtheidae. Inga underarter finns listade i Catalogue of Life.